# Ambaji
Ambaji là một thị trấn thống kê (census town) của quận Banas Kantha thuộc bang Gujarat, Ấn Độ.

## Nhân khẩu
Theo điều tra dân số năm 2001 của Ấn Độ, Ambaji có dân số 13.702 người. Phái nam chiếm 53% tổng số dân và phái nữ chiếm 47%. Ambaji có tỷ lệ 66% biết đọc biết viết, cao hơn tỷ lệ trung bình toàn quốc là 59,5%: tỷ lệ cho phái nam là 75%, và tỷ lệ cho phái nữ là 57%. Tại Ambaji, 14% dân số nhỏ hơn 6 tuổi.